# Івашківська птахофабрика
Івашківська птахофабрика  — сільськогосподарське підприємство, яке спеціалізувалось на виробництві яєць та вирощуванні зернових культур. Воно розташовувалось у с. Івашки, а два окремих відділення птахофабрики розташовувалось у с. Одноробівка, Золочівського району Харківської обл.  

## Історія
Івашківська птахофабрика виникла в 1960 р. на базі Івашківського відгодівного пункту. З 1964 р. по 1974 р. відбувалось спорудження нової будівлі Івашківської птахофабрики на околиці села Одноробівки. У радянські часи птахофабрика одержувала 100 млн. шт. яєць на рік. Після розвалу СРСР Івашківська птахофабрика поступово розвалювалась. Станом на 2020 р. Івашківська птахофабрика не існує, частину земель займає фермерське господарство «Альфа», частину ТОВ «Сільськогосподарське товариство «Івашківській інкубатор».

## Керівництво
- Садов Петро Семенович (1960-1975 рр.)
- Шестко Едуард Федорович (з 1975 р.)

## Відомі працівники
- Чугай Тамара Іванівна — пташниця Івашківської птахофабрики, Депутат Верховної Ради СРСР 10 — 11-го скликань